# Pietro Sigismondi
Pietro Sigismondi (Villa d'Almè, 23 febbraio 1908 – Roma, 25 maggio 1967) è stato un arcivescovo cattolico italiano.

## Biografia
Nasce a Villa d'Almè, in diocesi e provincia di Bergamo, il 23 febbraio 1908 ed entra, ancora molto giovane, nel seminario diocesano, dove ha, tra i suoi insegnanti, il bergamasco Angelo Giuseppe Roncalli, il futuro papa Giovanni XXIII.
Viene inviato a Roma, fruendo di una borsa di studio intitolata a Flaminio Cerasola, come aveva fatto, anni prima, lo stesso Roncalli, e si laurea in Teologia.

### Sacerdozio
Dopo l'ordinazione sacerdotale, ricevuta il 15 agosto 1930, diviene coadiutore nella parrocchia di Sant'Alessandro in Colonna nella città di Bergamo.
Due anni dopo torna a Roma e viene ammesso alla Pontificia Accademia Ecclesiastica, laureandosi in Diritto Canonico.
L'11 giugno 1936 diviene cameriere segreto soprannumerario, confermato il 3 marzo 1939, per poi essere nominato prelato domestico il 14 gennaio 1948.
Inizialmente viene inviato a Parigi, quale segretario di nunziatura, presso il Nunzio apostolico in Francia, prima Luigi Maglione, poi Valerio Valeri, futuri cardinali.
Nel 1939 rientra in Vaticano e lavora, durante gli anni difficili della Seconda Guerra Mondiale, presso la Sacra Congregazione degli Affari Ecclesiastici Straordinari, corrispondente all'attuale Seconda Sezione, per le Relazioni con gli Stati, della Segreteria di Stato.

### Diplomatico in Africa
Il 12 gennaio 1949 il delegato apostolico del Congo Belga e del Ruanda Urundi, Giovanni Battista Dellepiane, arcivescovo titolare di Stauropoli, viene trasferito a Vienna, quale internunzio apostolico in Austria, e, il successivo 16 dicembre, Pio XII lo chiama a succedergli e lo elegge arcivescovo titolare di Neapoli di Pisidia.
Viene consacrato, l'8 gennaio 1950, dal cardinale Pietro Fumasoni Biondi, prefetto della Sacra Congregazione de Propaganda Fide, coadiuvato dal segretario della stessa, Celso Costantini, arcivescovo titolare di Teodosiopoli di Arcadia, poi cardinale, e da Angelo Rotta, arcivescovo titolare di Tebe di Grecia e nunzio apostolico a disposizione della Segreteria di Stato.
Nei quasi cinque anni che rimane a Léopoldville si occupa, tra l'altro, di aumentare il numero dei vicariati e delle prefetture apostoliche in cui è diviso il paese, tra quelli con il maggior numero di cattolici nel continente africano.

### Incarichi in Curia romana
Nel concistoro segreto del 12 gennaio 1953 Pio XII crea cardinale l'arcivescovo Celso Costantini, che, tre giorni dopo, sostituisce, quale segretario di Propaganda Fide, con il nunzio apostolico in Svizzera, Filippo Bernardini, arcivescovo titolare di Antiochia di Pisidia, ma che muore il 26 agosto dell'anno seguente.
Un mese dopo, il 27 settembre 1954, viene chiamato a ricoprire l'ufficio di segretario della Sacra Congregazione de Propaganda Fide.
Il 9 dicembre 1954 diviene consultore della Suprema Sacra Congregazione del Sant'Uffizio.
Collabora attivamente con il cardinale prefetto di Propaganda, Pietro Fumasoni Biondi, che, anziano ed ammalato, viene affiancato da un cardinale pro-prefetto, prima lo statunitense Samuel Alphonsius Stritch, dal 1º marzo al 26 maggio 1958, data della sua morte, poi l'armeno Gregorio Pietro XV Agagianian, dal 18 giugno 1958 al 18 luglio 1960, quando, sei giorni dopo la scomparsa di Fumasoni Biondi, diviene il nuovo prefetto della Sacra Congregazione de Propaganda Fide.
Giovanni XXIII lo invia a Léopoldville, poi rinominata, dal 3 maggio 1966, Kinshasa, quale suo rappresentante personale, alla cerimonia, il 30 giugno 1960, della proclamazione dell'indipendenza di quel Paese, oggi Repubblica Democratica del Congo, dopo essere stato denominato, dal 1971 al 1997, Zaire, mentre il territorio del Ruanda-Urundi, ottiene l'indipendenza il 1º luglio 1962, dividendosi negli Stati del Ruanda e del Burundi.
Il suo nome è incluso, il 12 luglio 1960, tra quelli dei consiglieri della Pontificia Commissione Centrale Preparatoria per il Concilio Ecumenico Vaticano II, mentre, tre anni dopo, diviene membro della Commissione De Missionibus dello stesso Concilio Ecumenico, cui partecipa tra i 1962 e il 1965.
Nei tredici anni, durante i quali ricopre l'incarico di segretario, ordina sacerdoti numerosi seminaristi stranieri, studenti a Roma, tra di essi, l'11 dicembre 1957, nella cappella del Pontificio Collegio Urbano de Propaganga Fide, sia l'ugandese Emmanuel Wamala, che il giapponese Stephen Fumio Hamao, entrambi futuri cardinali.
Partecipa, quale co-consacrante, a trenta consacrazioni episcopali, in molti casi di vescovi missionari o di rappresentanti pontifici in tali Paesi, ed inoltre dei futuri cardinali Pietro Parente, Bernardin Gantin, Giovanni Benelli.
Quando già si parla, in previsione del concistoro del 26 giugno 1967, di una sua possibile promozione al cardinalato, muore, all'età di 59 anni, il 25 maggio di quell'anno.

## Genealogia episcopale
La genealogia episcopale è:
- Cardinale Scipione Rebiba
- Cardinale Giulio Antonio Santori
- Cardinale Girolamo Bernerio, O.P.
- Arcivescovo Galeazzo Sanvitale
- Cardinale Ludovico Ludovisi
- Cardinale Luigi Caetani
- Cardinale Ulderico Carpegna
- Cardinale Paluzzo Paluzzi Altieri degli Albertoni
- Papa Benedetto XIII
- Papa Benedetto XIV
- Papa Clemente XIII
- Cardinale Marcantonio Colonna
- Cardinale Giacinto Sigismondo Gerdil, B.
- Cardinale Giulio Maria della Somaglia
- Cardinale Carlo Odescalchi, S.I.
- Cardinale Costantino Patrizi Naro
- Cardinale Serafino Vannutelli
- Cardinale Domenico Serafini, Cong. Subl. O.S.B.
- Cardinale Pietro Fumasoni Biondi
- Arcivescovo Pietro Sigismondi